# Skånska Cement

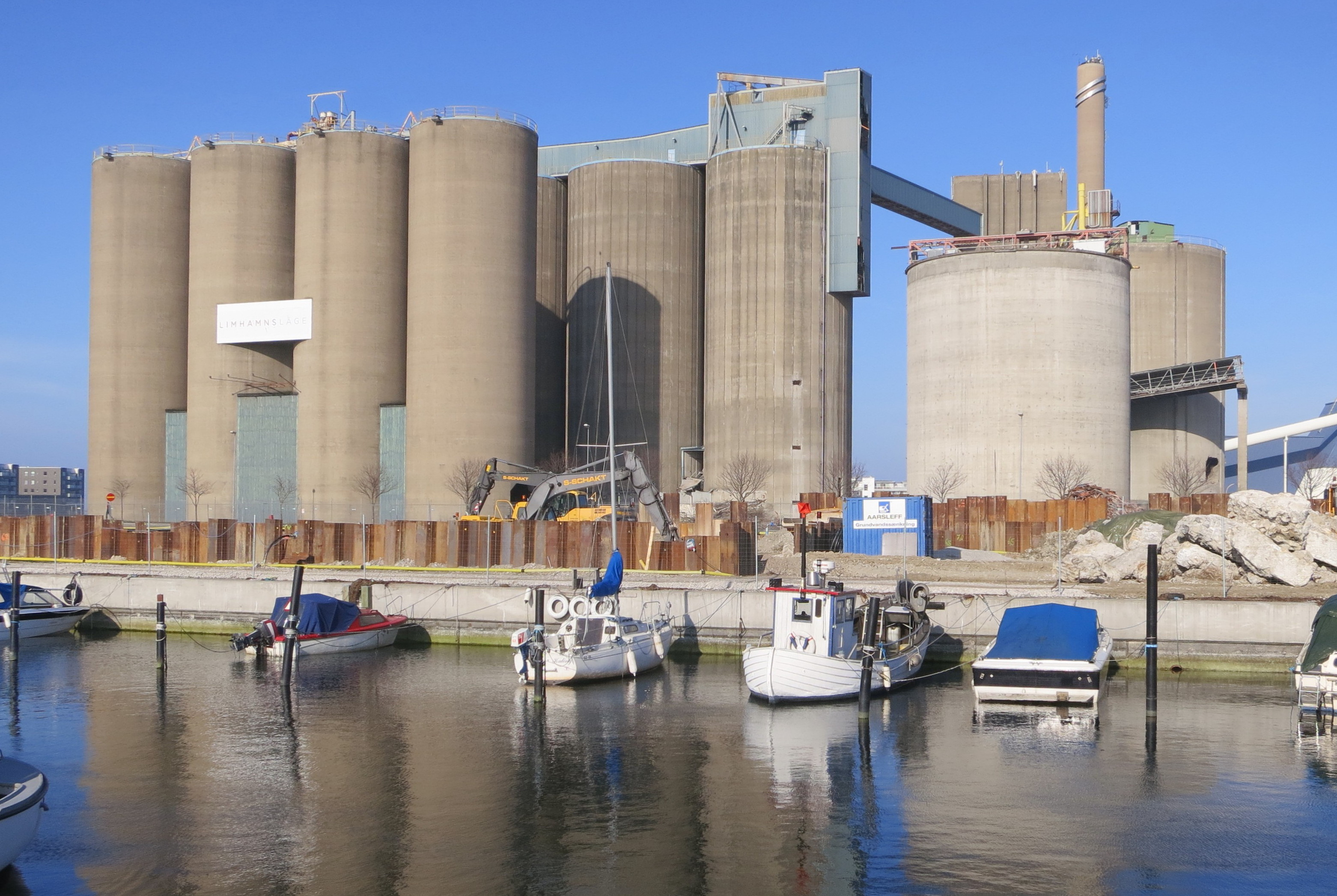
Delar av cementfabriken i Limhamn

Skånska Cement AB är ett ej längre existerande svenskt byggnadsmaterialföretag.

## Historik

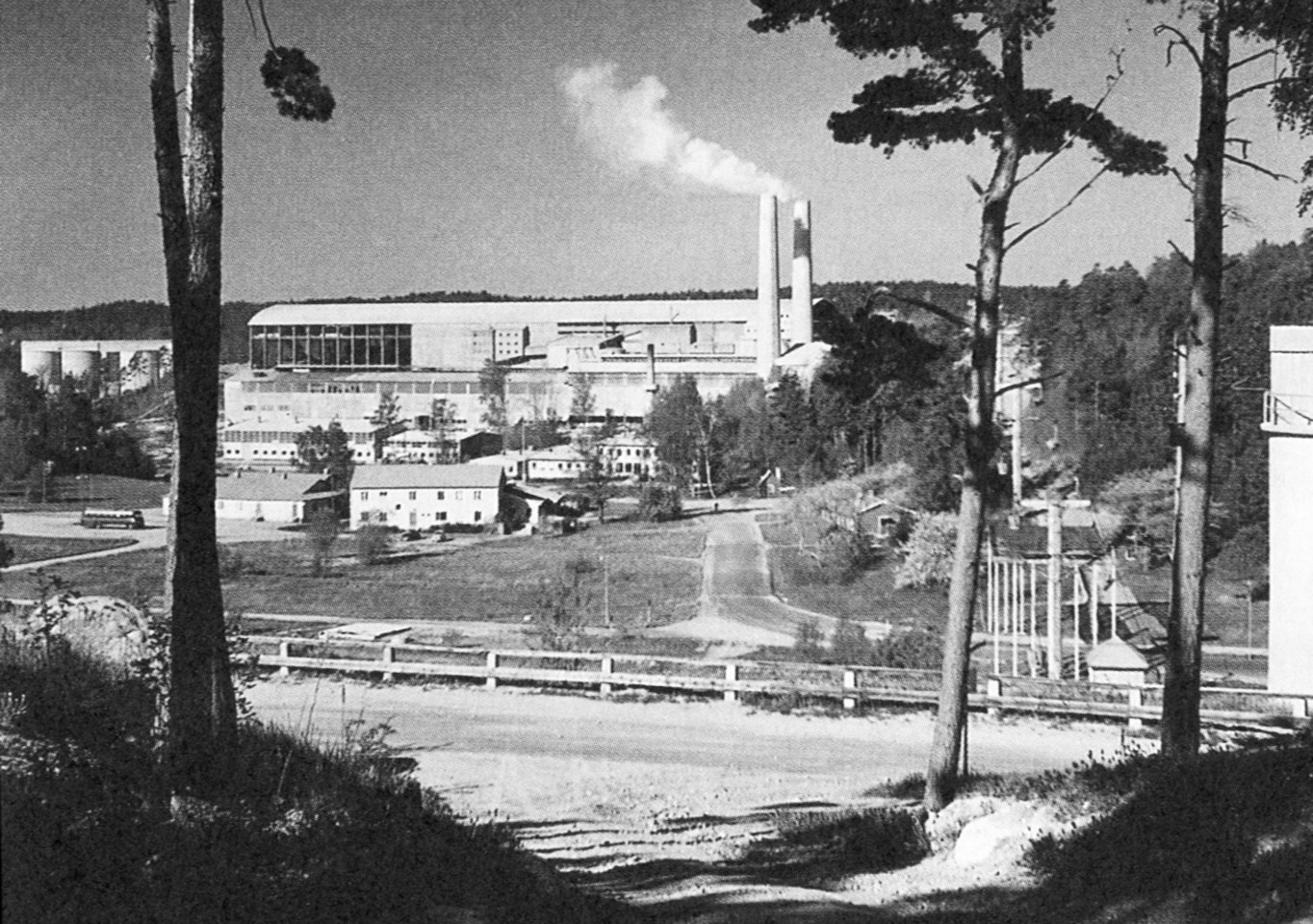
Stora Vika cementfabrik på 1950-talet.

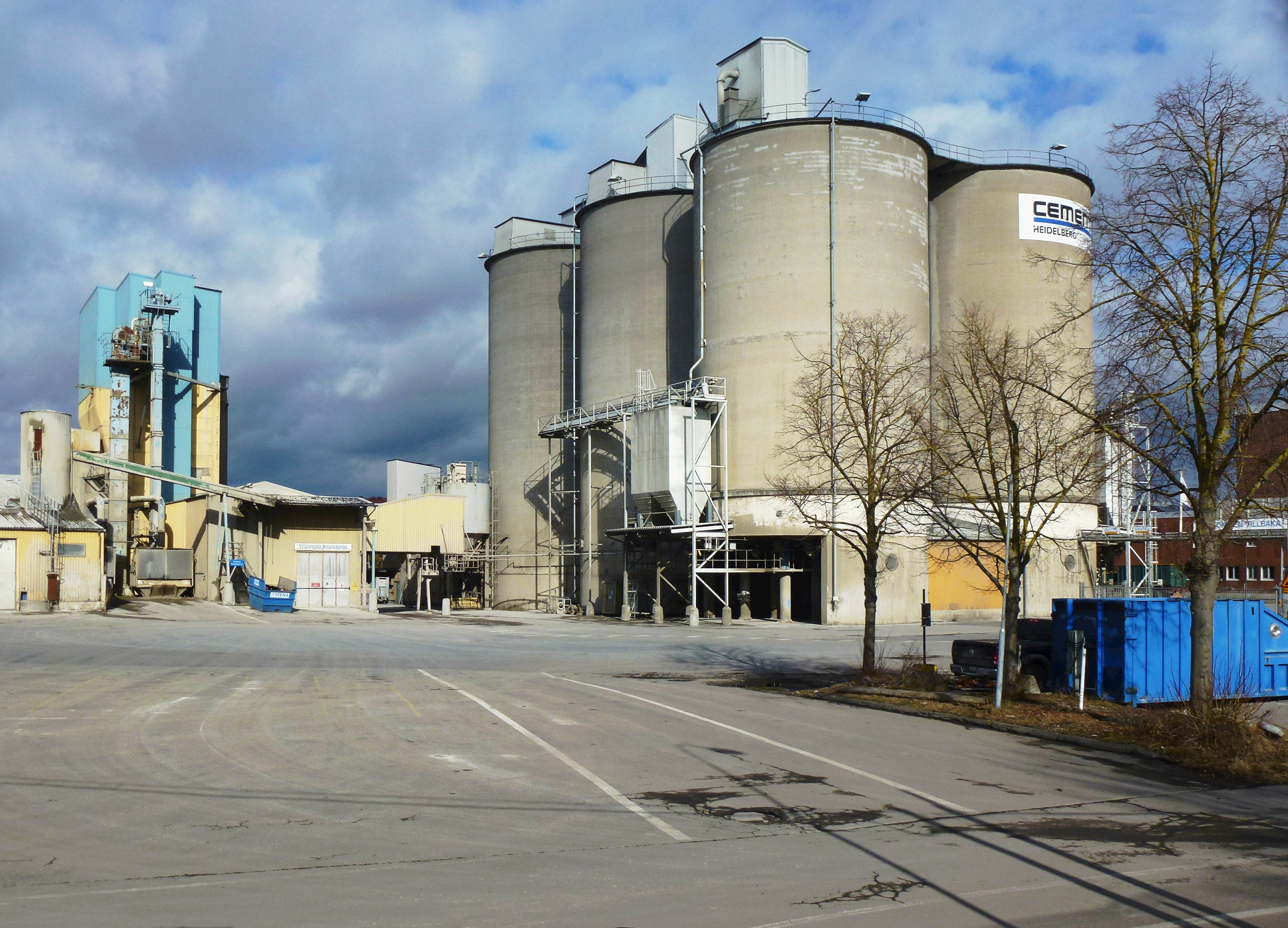
Cementas terminal i Liljeholmen i Stockholm 2015.

Skånska Cementaktiebolaget grundades 1871 och anlade Sveriges första cementfabrik i Lomma på initiativ av professor Otto Torell och ingenjören Otto Fahnehjelm. Genom professor Sven Lovéns förmedling kom Fahnehjelm i kontakt med Otto Torell i Lund. Denne hade 1869 på uppdrag av Malmöhus läns hushållningssällskap påbörjat undersökning av skånska ler- och bergarters användbarhet för industrin. Fahnehjelm fick ta över de kemiska analyserna.
År 1871 köpte bolaget Limhamnsgården med dess kalkbrott i Limhamn.
Företaget grundades som ett direkt resultat av Otto Fahnehjelms undersökningar av de svenska kalkarterna. Fahnehjelm ritade också bolagets första byggnader. Under åren 1873–1907 leddes företaget av Rudolf Fredrik Berg. Cementfabriken i Lomma lades ned 1905, och anlades i stället ett tegelbruk. Från 1890 drevs ett cementbruk i Limhamn.
De övriga kalkbrotten i Limhamn, ägda av Annetorps kalkbruks AB, grundat 1866, och Malmö Kalkbrotts AB, grundat 1870, uppköptes 1884 av AB Förenade kalkbrotten, i vilket Skånska Cement var hälftenägare. År 1916 blev Skånska Cement helägare.
Skånska Cementgjuteriet, sedermera Skanska, bildades 1887 som en avknoppning ur Skånska Cement AB i samband med att en ny cementfabrik anlades i Limhamn. Bolaget tillverkade initialt olika cementprodukter men övergick till att bli ett bygg- och anläggningsföretag. 
Som en kartellbildning bildade 1893 Skånska Cement, tillsammans med konkurrenterna Ölands Cement AB och AB Visby Cementfabrik, dotterbolaget Svenska Cementförsäljnings AB , som från och med 1922 kallades för Cementa AB. 
Den nya fabriken i Limhamn 1887 innebär att verksamheten i Lomma började avvecklas, och 1905 lades Lommafabriken slutligen ned.
Företaget drev även från 1913 Hellekis cementfabrik och ett kalkbrott i Hällekis, från 1941 cementfabrik i Köping med kalkstensbrott i Forsby samt från 1949 till 1981 Stora Vika cementfabrik med kalkstensbrott i Stora Vika. Maltesholms cement AB (grundat 1898) köptes 1925 och lades ned 1928. Man köpte även upp Båstads kalkindustri (grundat 1917).
År 1931 förvärvades Slite kalk och cement med dess 1917 anlagda fabrik i Slite och Visby 
cementfabrik med dess 1884 grundade och 1940 nedlagda cementfabrik. År 1922 köptes också AB Karta & Oaxens Kalkbruk. Iföverken köptes 1909, men såldes igen till bolagets aktieägare 1937.
Åren 1969-1973 var koncernens namn Cementa AB, 1973-1992 var namnet Industri AB Euroc, 1992-1996 Euroc AB och 1996-1999 Scancem AB, innan företaget 1999 köptes upp av den tyska cementkoncernen Heidelberg cement.

## Styrelseordförande
- 1871-1880 Arvid Fr. Posse
- 1880-1884 Corfitz A Beck-Friis
- 1884-1906 Gottfrid Warholm
- 1906-1919 Hjalmar Lindgren
- 1919-1935 August Fornmark
- 1936-1947 Wathier Hamilton
- 1947 Carl Johan Malmros
- 1948-1957 Ernst C:son Herslow
- 1957-1968 Ernst Wehtje j:r
- 1968-1975 Elam Tunhammar[6]
- 1975-1977 Ragnar Sundén
- 1977-1982 Lars-Erik Thunholm
- 1982-1984 Sten Lindh
- 1984-1990 Sten Herslow
- 1990-1994 Bo Rydin
- 1994-1996 Melker Schörling[7]

## Verkställande direktörer
- 1873-1907 R.F. Berg
- 1907-1936 Ernst Wehtje
- 1936-1957 Ernst Wehtje j:r
- 1957-1968 Elam Tunhammar
- 1968-1981 Sten Lindh[6]
- 1981-1990 Sven Borelius
- 1990-1994 Finn Johnsson
- 1995-? Sven Ohlsson[7]